# Codice ATC V08
Il codice ATC V08 "Mezzi di contrasto" è un sottogruppo terapeutico del sistema di classificazione Anatomico Terapeutico e Chimico, un sistema di codici alfanumerici sviluppato dall'OMS per la classificazione dei farmaci e altri prodotti medici. Il sottogruppo V08 fa parte del gruppo anatomico V dei Farmaci Vari.
Codici per uso veterinario (codici ATCvet) possono essere creati ponendo la lettera Q di fronte al codice ATC umano: QV...
Numeri nazionali della classificazione ATC possono includere codici aggiuntivi non presenti in questa lista, che segue la versione OMS.

## V08A Mezzi di contrasto a raggi X, iodati

### V08AA Mezzi di contrasto a raggi X solubili in acqua, nefrotropici, alta osmolarità
V08AA01 Acido diatrizoico
V08AA02 Acido metrizoico
V08AA03 Iodamide
V08AA04 Acido iotalamico
V08AA05 Acido ioxitalamico
V08AA06 Acido ioglicico
V08AA07 Acido acetrizoico
V08AA08 Acido iocarmico
V08AA09 Metiodal
V08AA10 Diodone

### V08AB Mezzi di contrasto a raggi X solubili in acqua, nefrotropici, bassa osmolarità
V08AB01 Metrizamide
V08AB02 Ioexolo
V08AB03 Acido iossaglico
V08AB04 Iopamidolo
V08AB05 Iopromide
V08AB06 Iotrolan
V08AB07 Ioversolo
V08AB08 Iopentolo
V08AB09 Iodixanolo
V08AB10 Iomeprolo
V08AB11 Iobitridolo
V08AB12 Ioxilan

### V08AC Mezzi di contrasto a raggi X solubili in acqua, epatotropici
V08AC01 Acido iodossamico
V08AC02 Acido iotrossico
V08AC03  Acido ioglicamico
V08AC04 Adipiodone
V08AC05 Acido iobenzamico
V08AC06 Acido iopanoico
V08AC07 Acido iocetamico
V08AC08 Sodio iopodato
V08AC09 Acido tiropanoico
V08AC10 Calcio iopodato

### V08AD Mezzi di contrasto a raggi X non solubili in acqua
V08AD01 Esteri etilici di acidi grassi iodati
V08AD02 Iopidolo
V08AD03 Propiliodone
V08AD04 Iofendilato

## V08B Mezzi di contrasto a raggi X , non-iodati

### V08BA Mezzi di contrasto a raggi X contenenti solfato di bario
V08BA01 Solfato di bario con agenti di sospensione
V08BA02 Solfato di bario senza agenti di sospensione

## V08C Mezzi di contrasto per la risonanza magnetica

### V08CA Mezzi di contrasto paramagnetici
V08CA01 Acido gadopentetico
V08CA02 Acido gadoterico
V08CA03 Gadodiamide
V08CA04 Gadoteridolo
V08CA05 Mangafodipir
V08CA06 Gadoversetamide
V08CA07 Citrato di ammonio ferrico
V08CA08 Acido gadobenico
V08CA09 Gadobutrolo
V08CA10 Acido gadoxetico
V08CA11 Gadofosveset

### V08CB Mezzi di contrasto superparamagnetici
V08CB01 Ferumoxsil
V08CB02 Ferristene
V08CB03 Ossido di ferro, nanoparticelle

### V08CX Altri mezzi di contrasto per la risonanza magnetica
V08CX01 Perflubron

## V08D Mezzi di contrasto per ultrasuoni

### V08DA Mezzi di contrasto per ultrasuoni
V08DA01 Microsfere di albumina umana
V08DA02 Microparticelle di galattosio
V08DA03 Perflenapent
V08DA04 Microsfere di fosfolipidi
V08DA05 Esafluoruro di zolfo
V08DA06 Microsfere polimeriche di perfluorobutano